# Pahar old fashioned
Paharul old fashioned (în traducere: pahar „de modă veche”), cunoscut și sub denumirea de pahar rocks, pahar pentru whisky și pahar lowball, este un pahar scurt folosit pentru a servi băuturi spirtoase, cum ar fi whisky, simple sau cu cuburi de gheață („On the rocks⁠(d)”). De asemenea, este folosit în mod normal pentru a servi anumite cocktail-uri, cum ar fi Old fashioned. Paharul tradițional de tip old fashioned este decorat prin gravare manuală, însă majoritatea paharelor moderne sunt realizate prin turnare, folosindu-se o matriță.
Designul este în esență englezesc, de la sfârșitul secolului al XVIII-lea sau al XIX-lea. Versiunile din sticlă simplă sunt pahare lowball.
Paharele old fashioned au, de obicei, o margine largă și o bază groasă, astfel încât ingredientele non-lichide ale unui cocktail să poată fi zdrobite folosind un pistil (cunoscut ca muddler în argoul barmanilor) înainte ca ingredientele lichide principale să fie adăugate.
Paharele old fashioned au, de obicei, un volum de 6–10 US fluid ouncei (180–300 ml). Un pahar dublu old fashioned (în engleză: double old fashioned glass), denumit uneori de comercianți „DOF glass”, are un volum de 12–16 US fluid ouncei (350–470 ml).